# Diócesis de Port Vila
La diócesis de Port Vila (en latín: Dioecesis Portus Vilensis, en inglés: Roman Catholic Diocese of Port-Vila y en francés: Diocèse de Port-Vila) es una circunscripción eclesiástica de la Iglesia católica en Vanuatu. Se trata de una diócesis latina, sufragánea de la arquidiócesis de Numea. Desde el 18 de noviembre de 2009 su obispo es Jean Bosco Baremes, de la Sociedad de María.

## Territorio y organización
La diócesis tiene 11 870 km² y extiende su jurisdicción sobre los fieles católicos de rito latino residentes en Vanuatu.
La sede de la diócesis se encuentra en la ciudad de Port Vila, en donde se halla la Catedral del Sagrado Corazón. 
En 2023 en la diócesis existían 20 parroquias.

## Historia
Las Nuevas Hébridas acogieron a los primeros misioneros (los padres maristas) en 1848, pero después las islas permanecieron durante casi cuarenta años sin misioneros católicos, favoreciendo así la entrada de misioneros presbiterianos y anglicanos. La misión católica se reanudó en 1887 en la isla de Mele, cercana a la de Éfaté, por el padre marista Le Forestier, otros tres sacerdotes maristas y un hermano. El mayor crecimiento de conversos católicos se produjo en el norte, donde la influencia francesa era fuerte. Principalmente en las islas Espíritu Santo y Malakula.
La prefectura apostólica de las Nuevas Hébridas fue erigida el 19 de febrero de 1901 separando territorio del vicariato apostólico de Nueva Caledonia (hoy arquidiócesis de Numea).
El 22 de marzo de 1904 la prefectura apostólica fue elevada a vicariato apostólico mediante el breve Romani pontifices del papa Pío X.
El 21 de junio de 1966 el vicariato apostólico fue elevado a diócesis mediante la bula Prophetarum voces del papa Pablo VI.

## Estadísticas
Según el Anuario Pontificio 2024 la diócesis tenía a fines de 2023 un total de 48 600 fieles bautizados.
| Año                                                                             | Población            | Población | Población      | Sacerdotes | Sacerdotes    | Sacerdotes    | Bautizados por sacerdote | Diáconos permanentes | Religiosos | Religiosos | Parroquias |
| Año                                                                             | Bautizados católicos | Total     | % de católicos | Total      | Clero secular | Clero regular | Bautizados por sacerdote | Diáconos permanentes | Varones    | Mujeres    | Parroquias |
| ------------------------------------------------------------------------------- | -------------------- | --------- | -------------- | ---------- | ------------- | ------------- | ------------------------ | -------------------- | ---------- | ---------- | ---------- |
| 1950                                                                            | 4910                 | 49 389    | 9.9            | 17         | 17            |               | 288                      |                      |            | 49         |            |
| 1970                                                                            | 12 995               | 77 983    | 16.7           | 26         | 3             | 23            | 499                      |                      | 32         | 93         | 31         |
| 1980                                                                            | 16 725               | 112 596   | 14.9           | 26         | 2             | 24            | 643                      |                      | 37         | 61         | 17         |
| 1990                                                                            | 19 500               | 146 000   | 13.4           | 18         | 3             | 15            | 1083                     | 1                    | 27         | 65         | 24         |
| 1999                                                                            | 26 500               | 180 000   | 14.7           | 25         | 13            | 12            | 1060                     | 1                    | 30         | 56         | 17         |
| 2000                                                                            | 28 000               | 190 000   | 14.7           | 28         | 15            | 13            | 1000                     | 1                    | 36         | 68         | 18         |
| 2001                                                                            | 28 600               | 190 000   | 15.1           | 28         | 16            | 12            | 1021                     | 1                    | 35         | 63         | 18         |
| 2002                                                                            | 28 800               | 190 000   | 15.2           | 28         | 15            | 13            | 1028                     | 1                    | 37         | 60         | 21         |
| 2003                                                                            | 29 100               | 195 000   | 14.9           | 25         | 15            | 10            | 1164                     | 1                    | 30         | 66         | 21         |
| 2004                                                                            | 29 500               | 205 000   | 14.4           | 25         | 15            | 10            | 1180                     | 1                    | 32         | 65         | 21         |
| 2013                                                                            | 28 500               | 240 000   | 11.9           | 30         | 20            | 10            | 950                      |                      | 27         | 46         | 32         |
| 2016                                                                            | 34 320               | 286 000   | 12.0           | 27         | 17            | 10            | 1271                     |                      | 26         | 42         | 19         |
| 2019                                                                            | 42 000               | 299 600   | 14.0           | 25         | 16            | 9             | 1680                     |                      | 27         | 50         | 22         |
| 2021                                                                            | 47 169               | 314 464   | 15.0           | 27         | 18            | 9             | 1747                     |                      | 13         | 50         | 28         |
| 2023                                                                            | 48 600               | 319 000   | 15.2           | 29         | 20            | 9             | 1675                     |                      | 48         | 52         | 20         |
| Fuente: Catholic-Hierarchy, que a su vez toma los datos del Anuario Pontificio. |                      |           |                |            |               |               |                          |                      |            |            |            |

## Episcopologio
- Isidore-Marie-Victor Douceré, S.M. † (9 de febrero de 1901-12 de mayo de 1939 falleció)
- Jules Halbert, S.M. † (11 de julio de 1939diciembre de 1954 renunció)
- Louis-Jean-Baptiste-Joseph Julliard, S.M. † (1 de enero de 1955-21 de mayo de 1976 renunció)
- Francis-Roland Lambert, S.M. † (31 de diciembre de 1976-12 de diciembre de 1996 retirado)
- Michel Visi  † (30 de noviembre de 1996-19 de mayo de 2007 falleció)
  - Sede vacante (2007-2009)
- Jean Bosco Baremes, S.M., desde el 18 de noviembre de 2009